# Hocheifel
Hocheifel (Eifelul Mare) este o regiune muntoasă situată în landul Rheinland-Pfalz în partea de sud a munților Eifel. Între localitățile  Adenau, Mendig și Daun regiunea are altitudinea maximă (747 m). În Hocheifel își are izvorul râul Lieser.

## Clima
Cu toate că altitudinea regiunii este relativ mare (600 –700 m), cantitatea medie anuală de precipitații este între 800 și 1000 mm.

## Munți
- Hohe Acht (747 m)
- Nürburg (678 m)
- Hochkelberg (675 m)
- Dreiser Höhe (611 m)